# Aéroport de Portage la Prairie-Southport
L'aéroport de Portage la Prairie-Southport est un aéroport situé au Manitoba, au Canada.